# Jiří Dynka
Jiří Dynka (* 4. října 1959 Zlín) je český básník.

## Život
Dětství strávil v Luhačovicích, absolvoval gymnázium ve Zlíně a Fakultu stavební VUT v Brně. V letech 1984 –1987 pracoval jako stavební projektant, poté ale odešel pracovat jako topič na pražských strahovských kolejích, aby se mohl plně věnovat poezii. Publikoval v literárních časopisech, první sbírka Minimální okolí mrazicího boxu mu však vyšla až v roce 1997. Stejně jako následující sbírka wrong! má značně nekonformní, experimentální podobu. Dekonstruuje se zde jazyk i běžný formát básně. Následující sbírky jsou již klasickým představám o poezii bližší, zachovávají si však blízkost k experimentu a absurdnímu humoru.
V letech 2016 a 2020 byl nominován na cenu Magnesia litera v kategorii poezie za sbírky Kavárny (2015) a Pomor (2019).
Jeho poezie byla též vícekrát zpracována pro jiná média. Minimální okolí mrazicího boxu převedl do divadelního tvaru J. A. Pitínský, texty sbírky wrong! zinscenoval pro Českou televizi Zdeněk Plachý, rozhlasová zpracování naučné stezky olšanské hřbitovy připravili v roce 2011 Radim Nejedlý a Alena Blažejovská.

## Dílo
- Zdrhnout CZ (2025)
- Matka měla ráda třešně (2023)
- Pomor (2019)
- Kavárny (2015)
- Krev na onom světě Jiřího Veselského (2013)
- Poběžme natrhat růžové kakosty (2012)
- naučná stezka olšanské hřbitovy (2010)
- Tamponáda (2006)
- Sussex Superstar (2002)
- líviový lenkový (2000)
- wrong! (1998)
- Minimální okolí mrazicího boxu (1997)